# Got7
Got7 (Koreaans: 갓세븐; RR: Gassebeun) is een in 2014 door JYP Entertainment gevormde Zuid-Koreaanse boyband. De groep bestaat uit Mark, JayB, Jackson, Jinyoung, Youngjae, BamBam en Yugyeom en debuteerde op 16 januari 2014 met de ep Got It?

## Geschiedenis
Op 24 december 2013 kondigde JYP Entertainment aan dat ze rond januari 2014 een nieuwe jongensgroep zouden presenteren. Op 1 januari 2014 kreeg het publiek te horen dat de nieuwe jongensgroep GOT7 zou gaan heten. JYP kondigde hierbij ook aan dat de jongens niet alleen zouden dansen, maar dat ook martialartskunsten onderdeel van hun optreden zouden vormen. Op 15 januari werd hun eerste videoclip uitgebracht, voor het nummer Girls Girls Girls. Die datum hielden ze ook hun debuutshowcase: "Garage Showcase". GOT7's eerste ep Got It? werd eerste in de Billboard Album Chart en tweede in de Gaon Album Chart.
In juni 2014 bracht GOT7 hun tweede ep Got Love uit. Hun eerste complete album werd in november 2014 uitgebracht met als titel Identity. De main track Stop Stop It steeg direct naar bovenaan in de Gaon's Weekly Album Sales Chart in de eerste week van verschijnen. GOT7 vertrok langzaam aan naar Japan met het uitbrengen van hun single Around the World in oktober 2014. Meerdere albums volgden in de jaren daarop. Eind 2020 kondigde JYP Entertainment een comeback aan met het nieuwe album Breath of Love: Last Piece, dat op 30 november werd uitgebracht, met een pre-release van een van de tracks op 23 november. Got7 heeft ondertussen JYP Entertainment verlaten.

## Discografie

### Studioalbums
| Titel                                       | Verschijningsdatum | Label                  |
| ------------------------------------------- | ------------------ | ---------------------- |
| Identify                                    | 20-11-2014         | JYP Entertainment      |
| Moriagatteyo                                | 03-02-2016         | Epic, Sony Music Japan |
| Flight Log: Turbulence                      | 27-09-2016         | JYP Entertainment      |
| Present: You                                | 17-09-2018         | JYP Entertainment      |
| Present: You &ME Edition                    | 04-12-2018         | JYP Entertainment      |
| Spinning Top: Between Security & Insecurity | 20-05-2019         | JYP Entertainment      |
| Breath of Love: Last Piece                  | 30-11-2020         | JYP Entertainment      |

### Minialbums
| Titel                 | Verschijningsdatum |
| --------------------- | ------------------ |
| Got It?               | 20-01-2014         |
| GOT♡                  | 23-06-2014         |
| Just Right            | 13-07-2015         |
| MAD                   | 29-09-2015         |
| MAD WINTER EDITION    | 23-11-2015         |
| Flight Log: Departure | 21-03-2016         |
| Flight Log: Arrival   | 13-03-2016         |
| 7 For 7               | 10-10-2017         |
| Eyes on You           | 13-03-2018         |

### Minialbums (Japan)
| Titel             | Verschijningsdatum |
| ----------------- | ------------------ |
| Around The World  | 22-10-2014         |
| Love Train        | 10-06-2015         |
| Laugh Laugh Laugh | 23-09-2015         |
| My Swagger        | 24-05-2017         |
| Love Loop         | 25-06-2019         |

### Singles
| Titel                                             | Jaar | Album                      |
| ------------------------------------------------- | ---- | -------------------------- |
| "Girls, Girls, Girls"                             | 2014 | Got It?                    |
| "A"                                               | 2014 | Got Love                   |
| "Stop Stop It" (하지하지마)                       | 2014 | Identify                   |
| "Just Right" (딱 좋아)                            | 2015 | Just Right                 |
| "If You Do" (니가 하면)                           | 2015 | Mad                        |
| "Confession Song" (고백송)                        | 2015 | Mad Winter Edition         |
| "Fly"                                             | 2016 | Flight Log: Departure      |
| "Home Run"                                        | 2016 | Flight Log: Departure      |
| "Hard Carry" (하드캐리)                           | 2016 | Flight Log: Turbulence     |
| "Never Ever"                                      | 2017 | Flight Log: Arrival        |
| "You Are"                                         | 2017 | 7 for 7                    |
| "One and Only You" (너 하나만) (featuring Hyolyn) | 2018 | Eyes on You                |
| "Look"                                            | 2018 | Eyes on You                |
| "Lullaby"                                         | 2018 | Present: You               |
| "Miracle"                                         | 2018 | Present: You & Me          |
| "Eclipse"                                         | 2019 | Spinning Top               |
| "You Calling My Name" (니가 부르는 나의 이름)     | 2019 | Call My Name               |
| "Not By The Moon"                                 | 2020 | Dye                        |
| "Breath" (넌 날 숨 쉬게 해)                       | 2020 | Breath of Love: Last Piece |
| "Last Piece"                                      | 2020 | Breath of Love: Last Piece |

### Singles (Japan)
| Titel               | Jaar | Album             |
| "Around the World"  | 2014 | Moriagatteyo      |
| "Love Train"        | 2015 | Moriagatteyo      |
| "Laugh Laugh Laugh" | 2015 | Moriagatteyo      |
| "My Swagger"        | 2017 | Non-album singles |
| "THE New Era"       | 2018 | Non-album singles |
| "Sing For U"        | 2019 | Non-album singles |

## Prijzen
- [2018.12.14] Music Bank # 1 - Miracle
- [2018.10.05] Music Bank # 1 - Lullaby
- [2018.10.04] M!Countdown # 1 - Lullaby
- [2018.10.03] Show Champion # 1 - Lullaby
- [2018.09.30] Inkigayo # 1 - Lullaby
- [2018.09.29] Music Core # 1 - Lullaby
- [2018.09.28] Music Bank # 1 - Lullaby
- [2018.09.27] M!Countdown # 1 - Lullaby
- [2018.03.23] Music Bank # 1 - Look
- [2017.03.24] Music Bank # 1 - Never Ever
- [2017.03.23] M!Countdown # 1 - Never Ever
- [2017.03.22] Show Champion # 1 - Never Ever
- [2017.03.21] The Show # 1 - Never Ever
- [2016.10.18] M!Countdown # 1 - Hard Carry
- [2016.10.09] Inkigayo # 1 - Hard Carry
- [2016.10.07] Music Bank # 1 - Hard Carry
- [2016.10.06] M!Countdown # 1 - Hard Carry
- [2016.04.05] The Show # 1 - Fly
- [2016.04.03] Inkigayo # 1 - Fly
- [2016.04.01] Music Bank # 1 - Fly
- [2016.03.31] M!Countdown # 1 - Fly
- [2016.03.29] The Show # 1 - Fly
- [2015.10.20] The Show # 1 - If You Do
- [2015.10.13] The Show # 1 - If You Do
- [2015.10.05] The Show # 1 - If You Do

## Trivia
- De officiële fandom-naam voor Got7 is I Got 7. Omdat het Koreaanse woord ahgase ('kuikentje') daar in uitspraak op lijkt, noemen de bandleden hun fans regelmatig hun "baby birds".
- De lightstick van Got7 is groen met wit.
- De band heeft een eigen webserie, getiteld Dream Knight.[2]